# Hypoestes cumingiana
Hypoestes cumingiana är en akantusväxtart som beskrevs av George Bentham och Hook. f.. Hypoestes cumingiana ingår i släktet Hypoestes och familjen akantusväxter. Inga underarter finns listade i Catalogue of Life.